# Sinularia mayi
Sinularia mayi is een zachte koraalsoort uit de familie Alcyoniidae. De koraalsoort komt uit het geslacht Sinularia. Sinularia mayi werd in 1915 voor het eerst wetenschappelijk beschreven door Lüttschwager. 